# Europarlamentari dell'Estonia
Gli europarlamentari dell'Estonia a partire dal 2004, a seguito dell'ingresso del Paese nell'Unione europea, sono i seguenti.

## Lista

### V legislatura (2004)
| Europarlamentare     | Lista                      | Gruppo | Gruppo                                                             |
| -------------------- | -------------------------- | ------ | ------------------------------------------------------------------ |
| Eiki Berg            | Res Publica                |        | Gruppo del Partito Popolare Europeo - Democratici Europei          |
| Toomas Hendrik Ilves | Partito Popolare Moderato  |        | Gruppo del Partito del Socialismo Europeo                          |
| Mart Laar            | Unione della Patria        |        | Gruppo del Partito Popolare Europeo - Democratici Europei          |
| Siiri Oviir          | Partito di Centro Estone   |        | Gruppo del Partito Europeo dei Liberali, Democratici e Riformatori |
| Janno Reiljan        | Unione Popolare Estone     |        | Unione per l'Europa delle Nazioni                                  |
| Toomas Savi          | Partito Riformatore Estone |        | Gruppo del Partito Europeo dei Liberali, Democratici e Riformatori |

### VI legislatura (2004-2009)
Europarlamentari eletti in occasione delle elezioni europee del 2004.
| Europarlamentare     | Lista                      | Gruppo | Gruppo                                                           |
| -------------------- | -------------------------- | ------ | ---------------------------------------------------------------- |
| Toomas Hendrik Ilves | Partito Socialdemocratico  |        | Gruppo del Partito del Socialismo Europeo                        |
| Tunne Kelam          | Unione della Patria        |        | Gruppo del Partito Popolare Europeo - Democratici Europei        |
| Marianne Mikko       | Partito Socialdemocratico  |        | Gruppo del Partito del Socialismo Europeo                        |
| Siiri Oviir          | Partito di Centro Estone   |        | Gruppo dell'Alleanza dei Democratici e dei Liberali per l'Europa |
| Toomas Savi          | Partito Riformatore Estone |        | Gruppo dell'Alleanza dei Democratici e dei Liberali per l'Europa |
| Andres Tarand        | Partito Socialdemocratico  |        | Gruppo del Partito del Socialismo Europeo                        |

- In data 09.10.2006 a Toomas Hendrik Ilves subentra Katrin Saks.

### VII legislatura (2009-2014)
Europarlamentari eletti in occasione delle elezioni europee del 2009.
| Europarlamentare       | Lista                       | Gruppo | Gruppo                                                           |
| ---------------------- | --------------------------- | ------ | ---------------------------------------------------------------- |
| Tunne Kelam            | Unione Patria e Res Publica |        | Gruppo del Partito Popolare Europeo                              |
| Kristiina Ojuland      | Partito Riformatore Estone  |        | Gruppo dell'Alleanza dei Democratici e dei Liberali per l'Europa |
| Siiri Oviir            | Partito di Centro Estone    |        | Gruppo dell'Alleanza dei Democratici e dei Liberali per l'Europa |
| Ivari Padar            | Partito Socialdemocratico   |        | Alleanza Progressista dei Socialisti e dei Democratici           |
| Vilja Savisaar-Toomast | Partito di Centro Estone    |        | Gruppo dell'Alleanza dei Democratici e dei Liberali per l'Europa |
| Indrek Tarand          | Indipendente                |        | I Verdi/Alleanza Libera Europea                                  |

- In data 07.04.2014 a Ivari Padar subentra Katrin Saks.

### VIII legislatura (2014-2019)
Europarlamentari eletti in occasione delle elezioni europee del 2014.
| Europarlamentare | Lista                       | Gruppo | Gruppo                                                           |
| ---------------- | --------------------------- | ------ | ---------------------------------------------------------------- |
| Andrus Ansip     | Partito Riformatore Estone  |        | Gruppo dell'Alleanza dei Democratici e dei Liberali per l'Europa |
| Kaja Kallas      | Partito Riformatore Estone  |        | Gruppo dell'Alleanza dei Democratici e dei Liberali per l'Europa |
| Tunne Kelam      | Unione Patria e Res Publica |        | Gruppo del Partito Popolare Europeo                              |
| Marju Lauristin  | Partito Socialdemocratico   |        | Alleanza Progressista dei Socialisti e dei Democratici           |
| Indrek Tarand    | Indipendente                |        | I Verdi/Alleanza Libera Europea                                  |
| Yana Toom        | Partito di Centro Estone    |        | Gruppo dell'Alleanza dei Democratici e dei Liberali per l'Europa |

- In data 03.11.2014 a Andrus Ansip subentra Urmas Paet.
- In data 06.11.2017 a Marju Lauristin subentra Ivari Padar.
- In data 05.09.2018 a Kaja Kallas subentra Igor Gräzin.
- In data 04.04.2019 a Ivari Padar subentra Hannes Hanso.

### IX legislatura (2019-2024)
Europarlamentari eletti in occasione delle elezioni europee del 2019.
| Europarlamentare | Lista                                | Gruppo | Gruppo                                                 |
| ---------------- | ------------------------------------ | ------ | ------------------------------------------------------ |
| Andrus Ansip     | Partito Riformatore Estone           |        | Renew Europe                                           |
| Marina Kaljurand | Partito Socialdemocratico            |        | Alleanza Progressista dei Socialisti e dei Democratici |
| Jaak Madison     | Partito Popolare Conservatore Estone |        | Identità e Democrazia                                  |
| Sven Mikser      | Partito Socialdemocratico            |        | Alleanza Progressista dei Socialisti e dei Democratici |
| Urmas Paet       | Partito Riformatore Estone           |        | Renew Europe                                           |
| Yana Toom        | Partito di Centro Estone             |        | Renew Europe                                           |

- In data 01.02.2020, in ragione dell'attribuzione al Paese di un seggio ulteriore, è proclamato eletto Riho Terras (Patria, gruppo PPE).

### X legislatura (2024-in corso)
Europarlamentari eletti in occasione delle elezioni europee del 2024.
| Europarlamentare | Lista                      | Gruppo | Gruppo                                                 |
| ---------------- | -------------------------- | ------ | ------------------------------------------------------ |
| Jüri Ratas       | Isamaa                     |        | Gruppo del Partito Popolare Europeo                    |
| Riho Terras      | Isamaa                     |        | Gruppo del Partito Popolare Europeo                    |
| Marina Kaljurand | Partito Socialdemocratico  |        | Alleanza Progressista dei Socialisti e dei Democratici |
| Sven Mikser      | Partito Socialdemocratico  |        | Alleanza Progressista dei Socialisti e dei Democratici |
| Urmas Paet       | Partito Riformatore Estone |        | Renew Europe                                           |
| Jaak Madison     | Indipendente               |        | Gruppo dei Conservatori e dei Riformisti Europei       |
| Mihhail Kõlvart  | Partito di Centro Estone   |        | Renew Europe                                           |